# Тревизани, Франческо
Франческо Тревизани (итал. Francesco Trevisani; 9 апреля 1656, Каподистрия — 30 июля 1746, Рим) — итальянский художник, работавший в эпоху позднего барокко, живописец и рисовальщик академического направления римской школы. Его настоящее имя — Барбьери. Прозвание «Тревизани» он получил по месту происхождения семьи из города Тревизо (Венето).

## Жизнь и творчество
Франческо родился в Каподистрии, Истрия (часть Венецианской республики; современный Копер, город на юго-западе Словении), он был сыном архитектора Антонио Тревизани, который научил его основам рисунка и проектирования. Позднее он занимался в мастерской Антонио Дзанки в Венеции. В 1678 году Ф. Тревизани приехал в Рим. Пользовался покровительством кардинала Пьетро Оттобони, племянника папы Александра VIII, одного из главных меценатов того времени (у него также работали молодой архитектор Филиппо Юварра и некоторые композиторы, такие как Арканджело Корелли, Алессандро Скарлатти и Георг Фридрих Гендель).
На формирование классицистического стиля живописи Тревизани повлияло искусство лидера римской школы того времени Карло Маратты. Влияние Маратты очевидно во фресках выполненных Тревизани в капелле Санта-Кьяра церкви Сан-Сильвестро-ин-Капите (1695—1696) и трёх картинах с рассказами о Страстях Христовых в капелле Распятия той же церкви (1696—1697). В этой церкви он работал вместе с Джузеппе Кьяри и Лудовико Джиминьяни. В Риме ему оказал покровительство кардинал Киджи, который рекомендовал художника папе Клименту XI. Папа поручил Тревизани написать образ пророка Варфоломея в базилике Сан-Джованни-ин-Латерано и расписать купол собора в Урбино.
После смерти Маратты в 1713 году Тревизани, имевший собственную художественную школу, становится ведущим мастером академического направления в Риме. На развитие его творчества повлияли такие живописцы, как Гвидо Рени, Паоло Веронезе и Пьетро да Кортона. Тревизано был также талантливым копиистом, в совершенстве повторявшим некоторые картины Гвидо Рени и Пьетро да Кортона. Для герцога Моденского он копировал картины Корреджо и Пармиджанино, работал также для королевских и герцогских дворов Брауншвейга, Мадрида, Вены, Мюнхена и Стокгольма.
Среди других известных работ Ф. Тревизани: «Смерть св. Иосифа» в церкви Сант-Иньяцио в Риме, главный алтарь дворца Мафра в Португалии, сцены из жизни Святой Лючии для церкви города Нарни. Художник также писал картины на исторические и мифологические сюжеты.
Для живописи Тревизани характерна томная сентиментальность с элегическими мотивами. Тревизани был не только живописцем, но и поэтом. Не случайно в 1712 году он был избран членом литературной Аркадской академии. В 1719 году он написал для Церкви Святых Стигматов Святого Франциска (La chiesa delle Sacre Stimmate di San Francesco) в Риме алтарный образ «Стигматизация Святого Франциска» (San Francesco stigmatizzato).
Младший брат Франческо — Анджело Тревизани (1669— после 1753), был известным венецианским живописцем и гравёром. Поэтому Франческо часто называли «римским Тревизани».

## Галерея

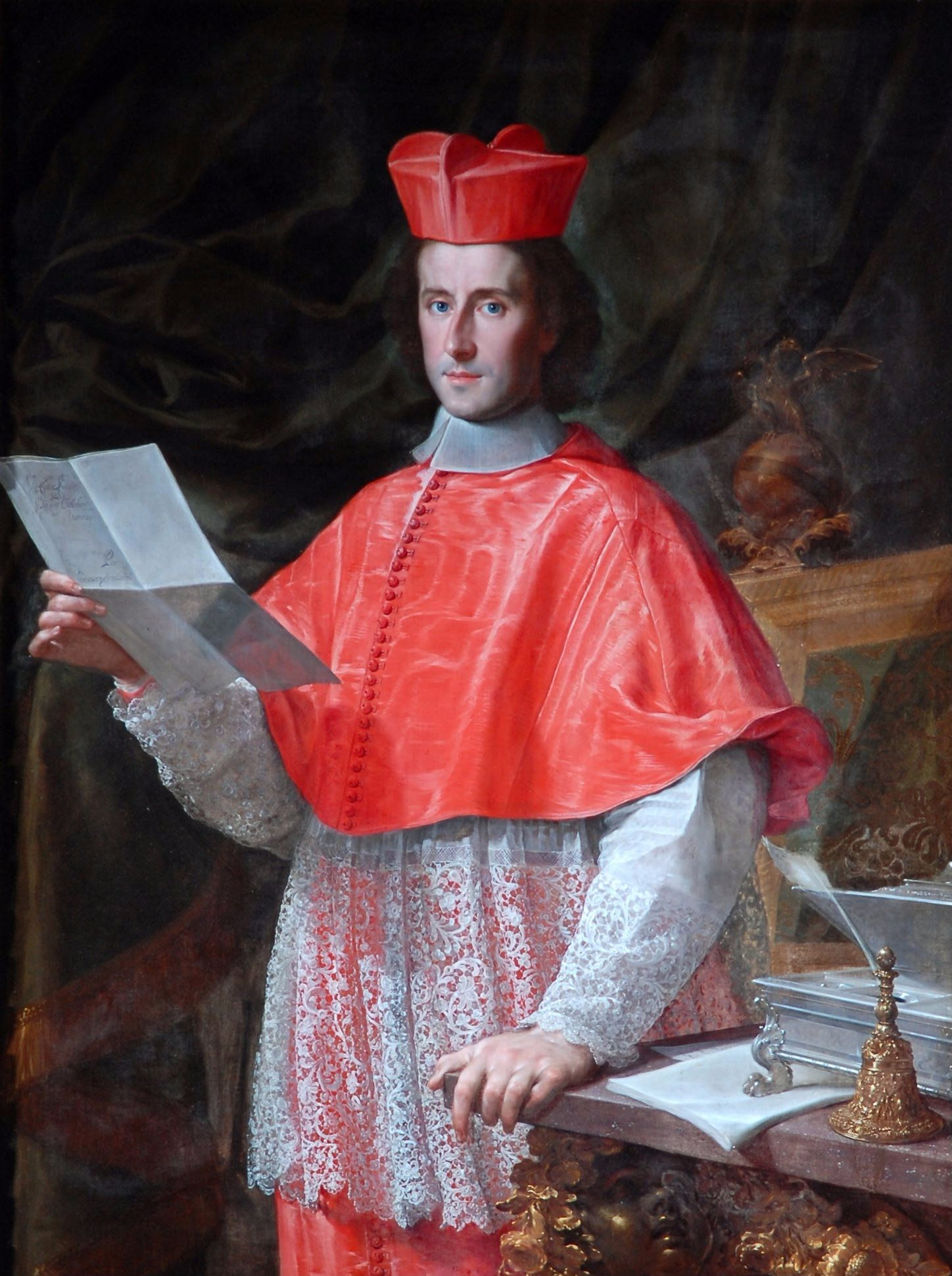
Портрет кардинала Пьетро Оттобони. Ок. 1689. Холст, масло. Музей Боуз, Барнард-Касл, Великобритания
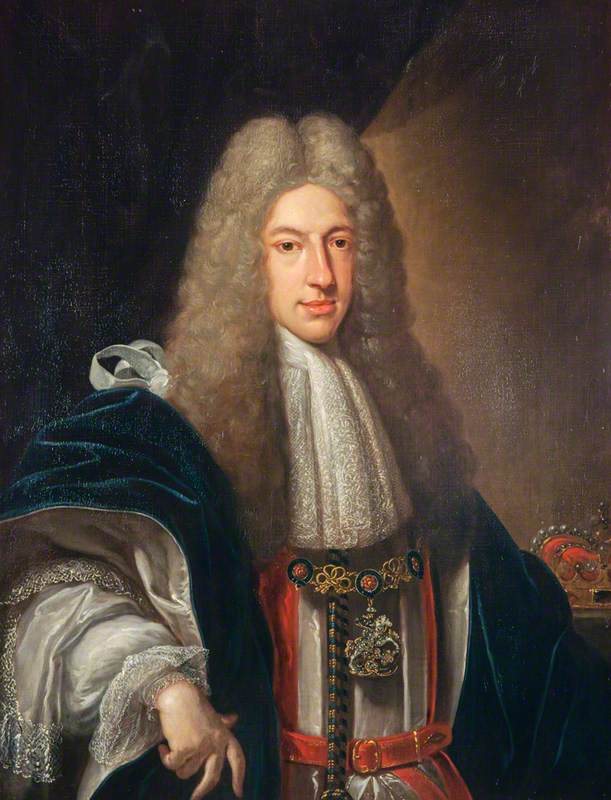
Принц Джеймс Франсис Эдвард Стюарт. 1720. Холст, масло. Национальные галереи Шотландии, Эдинбург
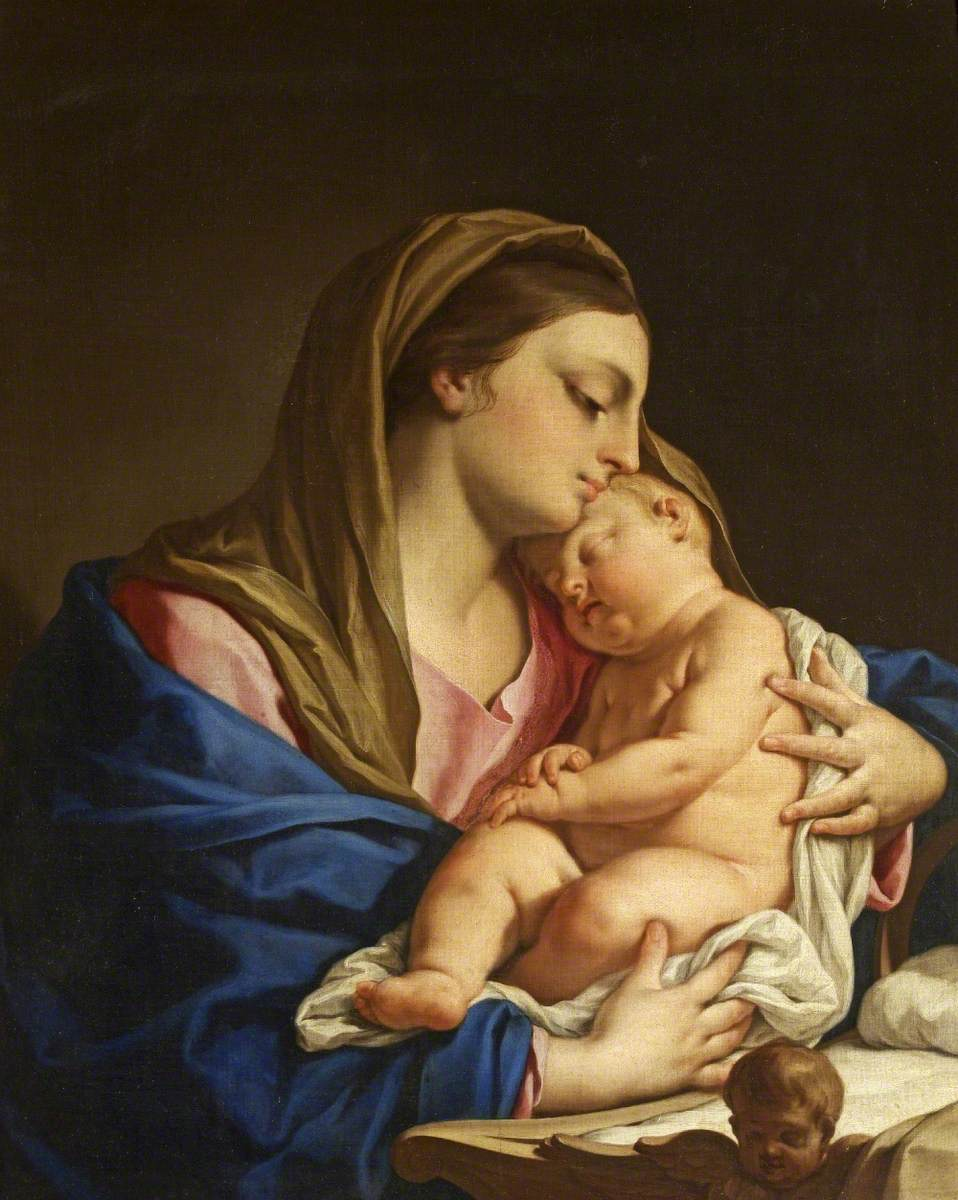
Мадонна с Младенцем. Ок. 1700. Холст, масло. Национальный фонд, Великобритания
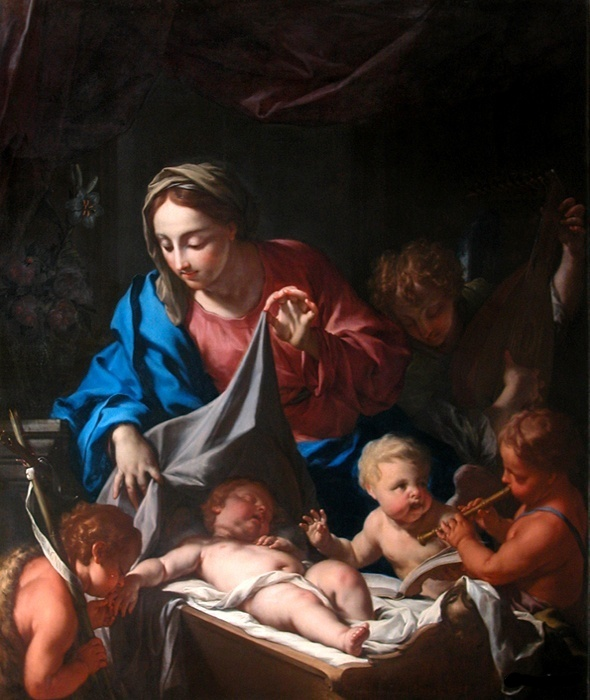
Сон Младенца Иисуса. 1706. Холст, масло. Лувр, Париж
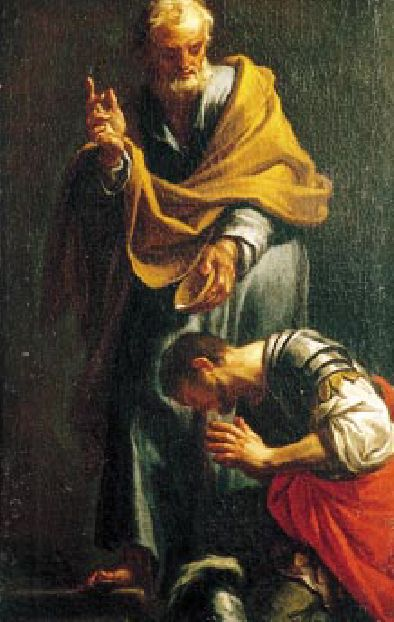
Крещение центуриона Корнелиуса апостолом Петром. 1709. Холст, масло. Частное собрание
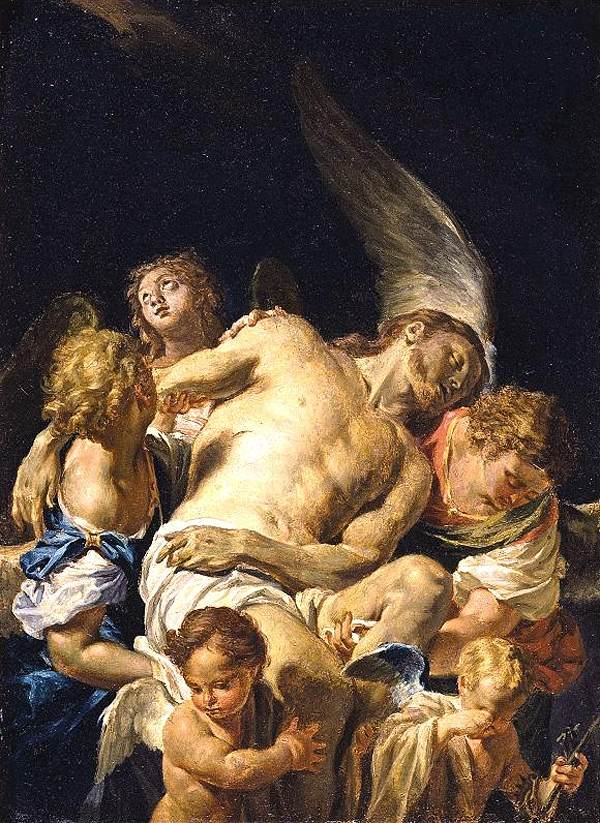
Тело Христа, поддерживаемое ангелами. Дерево, мсло. Частное собрание
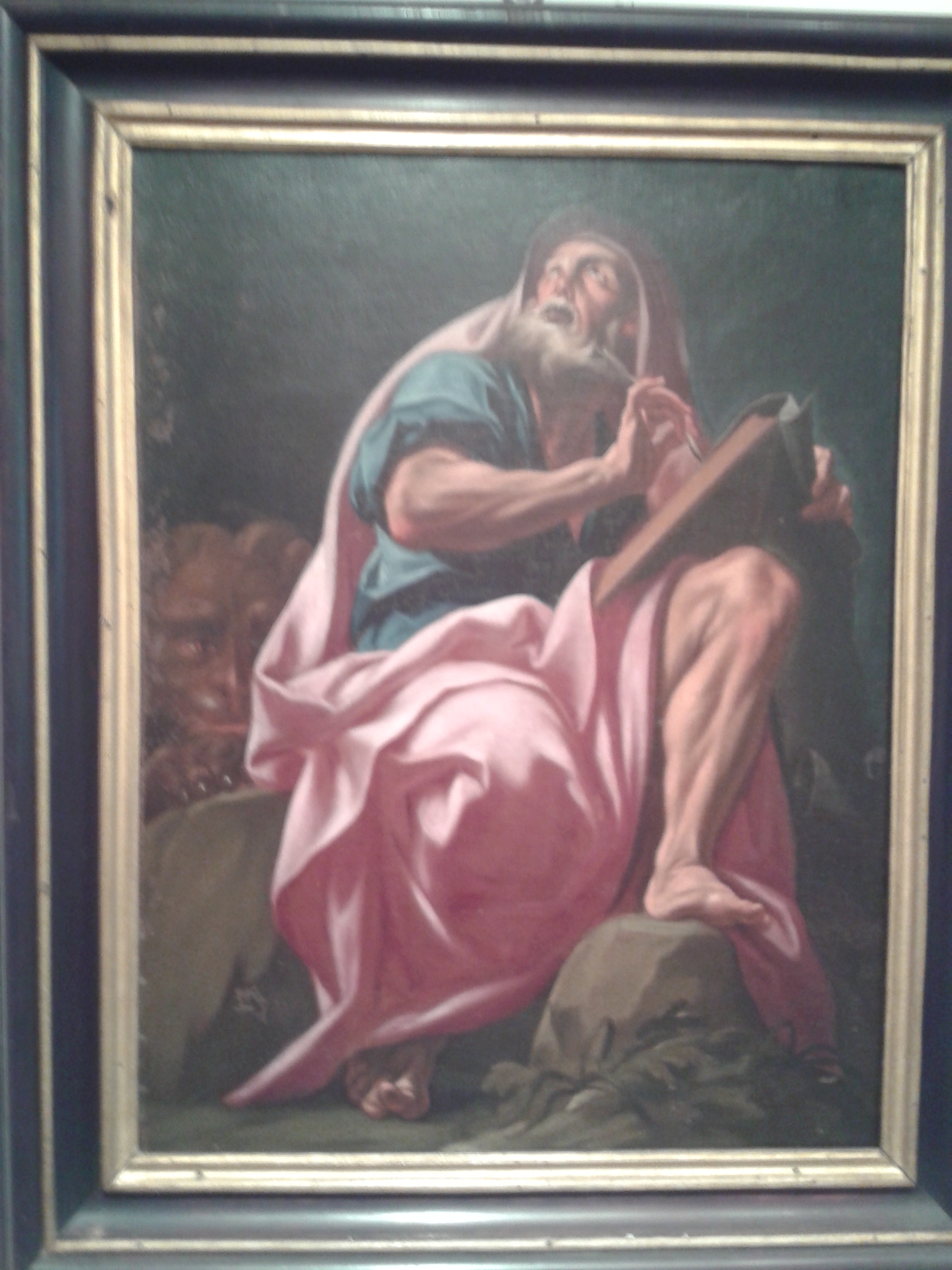
Святой Марк
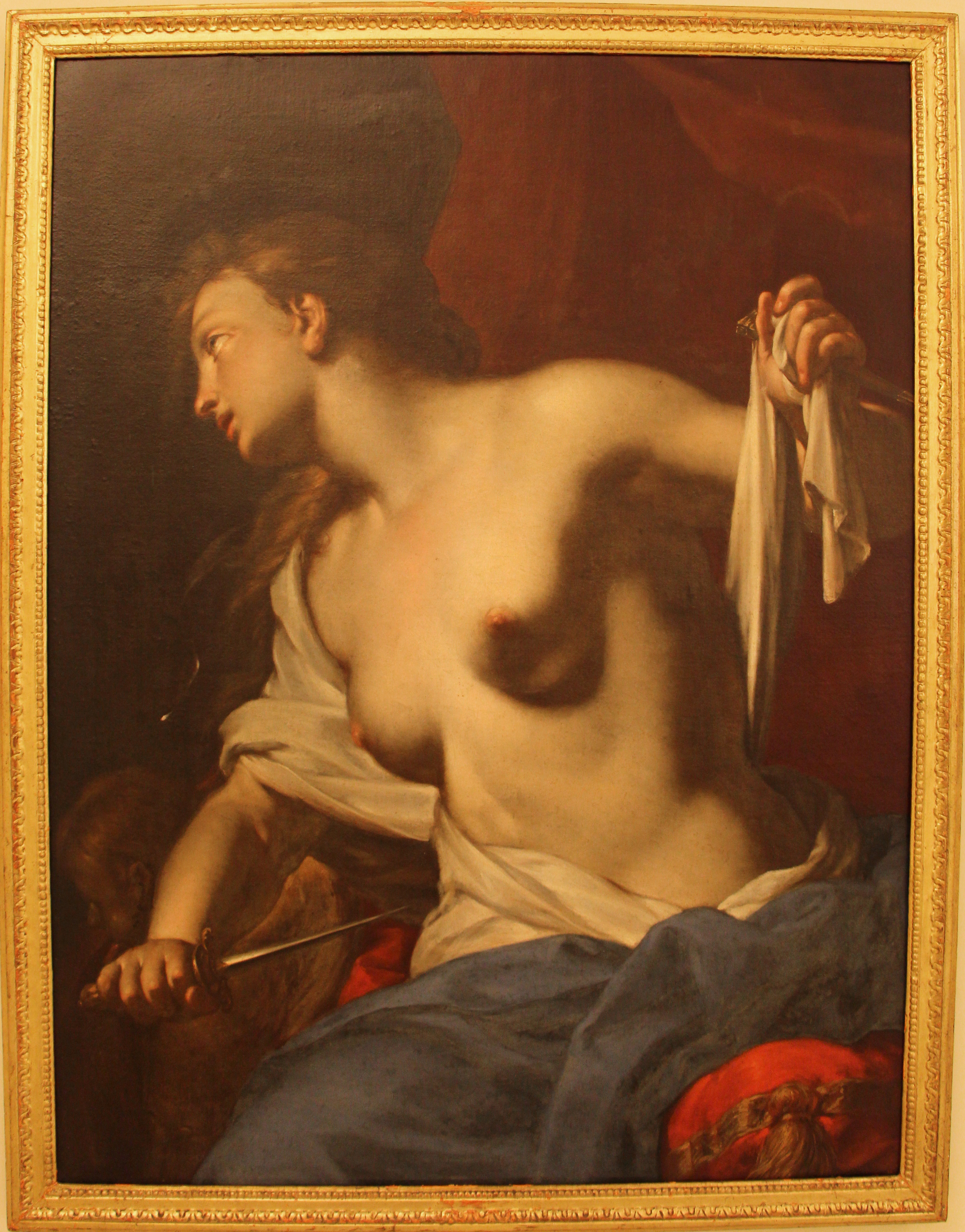
Самоубийство Лукреции
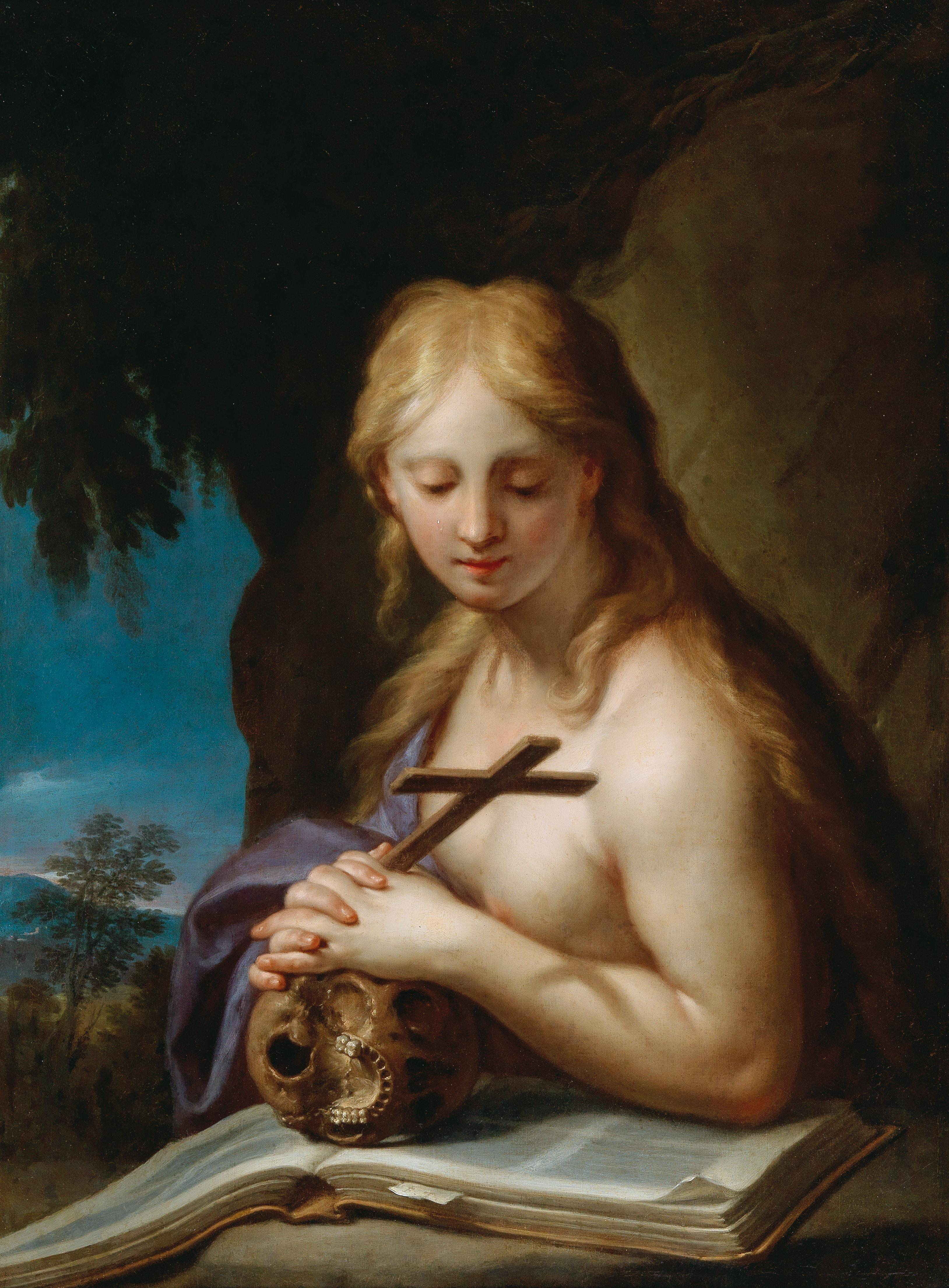
Кающаяся Мария Магдалина. Холст, масло. Частное собрание